# Achern
Achern (tiếng Đức: [ˈaxɐn] ⓘ; Hạ Alemannic: Achre) là một thị trấn phía tây bang Baden-Württemberg, Đức. Nơi đây nằm cách Baden-Baden 18 km về phía tây nam và cách Offenburg 19 km về phía đông bắc. Achern là thị trấn lớn thứ tư trong huyện Ortenau (Ortenaukreis), sau Offenburg, Lahr/Black Forest và Kehl.

## Danh sách thị trưởng
- 1905–1933: Wilhelm Schechter
- 1933–1945: Richard Krämer
- 1945–1955: Wendelin Morgenthaler
- 1955–1963: Richard Krämer
- 1963–1991: Winfried Rosenfelder
- 1991–2007: Reinhart Köstlin
- 2007–nay: Klaus Muttach